# Le Concert (album)
Albums d'Alain Souchon
Alain Souchon & Laurent Voulzy
(2014) Âme fifties
(2019)
Albums de Laurent Voulzy
Alain Souchon & Laurent Voulzy
(2014) Belem
(2017)
Le Concert est le premier album live commun d'Alain Souchon et Laurent Voulzy sorti le 18 novembre 2016 chez Columbia, enregistré au Zénith de Paris, en décembre 2015, sauf Il roule (les fleurs du bal, enregistrée sur la scène Glenmor, à Carhaix, lors du Festival des Vieilles Charrues, le 16 juillet 2016. L'album comprend 2 CD et 1 DVD (ou 1 Blu-ray). 
Le spectacle enregistré fait partie de la première tournée commune des deux artistes qui a commencé à Évry, le 20 avril 2015 et s'est terminée à la Fête de l'Humanité, le 11 septembre 2016.  

## Liste des titres

### CD 1
Toutes les chansons sont écrites et composées par Alain Souchon et Laurent Voulzy.
| No  | Titre                      | Durée |
| --- | -------------------------- | ----- |
| 1.  | Dans le vent qui va        | 2:46  |
| 2.  | J'ai dix ans               | 3:31  |
| 3.  | Bubble star                | 4:49  |
| 4.  | Jamais content             | 3:23  |
| 5.  | Bad boys                   | 4:28  |
| 6.  | Caché derrière             | 5:42  |
| 7.  | Et si en plus y'a personne | 3:46  |
| 8.  | Oiseau malin               | 4:45  |
| 9.  | La Baie des fourmis        | 3:20  |
| 10. | C'est déjà ça              | 4:12  |
| 11. | Poulaillers' Song          | 2:32  |
| 12. | La Fille d'avril           | 3:28  |
| 13. | Le Rêve du pecheur         | 5:10  |
| 14. | Somerset Maugham           | 3:20  |
| 15. | Bidon                      | 3:20  |
| 16. | Allô maman bobo            | 3:26  |
| 17. | La Ballade de Jim          | 5:26  |
| 18. | On était beau              | 0:41  |

### CD 2
Toutes les chansons sont écrites et composées par Alain Souchon et Laurent Voulzy sauf Amélie Colbert (paroles et musique de Laurent Voulzy) et Foule sentimentale (paroles et musique d'Alain Souchon).
| No  | Titre                           | Durée |
| --- | ------------------------------- | ----- |
| 1.  | Souffrir de se souvenir         | 6:13  |
| 2.  | Le Cœur grenadine               | 5:40  |
| 3.  | Le Bagad de Lann-Bihoué         | 5:37  |
| 4.  | Jeanne                          | 5:42  |
| 5.  | Amélie Colbert                  | 9:01  |
| 6.  | Le Soleil donne                 | 5:30  |
| 7.  | Derrière les mots               | 4:21  |
| 8.  | Le Pouvoir des fleurs           | 4:56  |
| 9.  | Foule sentimentale              | 5:40  |
| 10. | Rockollection                   | 9:10  |
| 11. | Belle-Île-en-Mer, Marie-Galante | 4:37  |
| 12. | Il roule (le fleurs du bal)     | 5:36  |

## DVD ou Blu-ray
Le DVD ou le Blu-ray reprend les mêmes titres. Il est réalisé par Gautier&Leduc et Laurent Voulzy.

## Musiciens et direction artistique
Alain Souchon et Laurent Voulzy étaient accompagnés sur scène des musiciens suivants :
- Batterie, percussions et chant : Éric Lafont
- Clavier et chant : Michel Amsellem
- Basse, contrebasse et chant : Olivier Brossard
- Guitares, harpe, percussions, claviers additionnels et chant : Elsa Fourlon
- Guitares, claviers additionnels et chant : Michel-Yves Kochmann

La direction musicale et les orchestrations sont dues à Michel-Yves Kochmann et Michel Amsellem.

## Dates de la tournée
La tournée d'Alain Souchon et Laurent Voulzy est passée par les villes et salles suivantes :
| Dates              | Ville                    | Pays        | Salle                          | Festival                       |
| ------------------ | ------------------------ | ----------- | ------------------------------ | ------------------------------ |
| 20 avril 2015      | Évry                     | France      | L'Agora                        |                                |
| 22 avril 2015      | Niort                    | France      | L'Acclameur                    |                                |
| 23 avril 2015      | Poitiers                 | France      | Les Arènes                     |                                |
| 24 avril 2015      | Châteauroux              | France      | Mach 36                        |                                |
| 27 avril 2015      | Le Mans                  | France      | Antarès                        |                                |
| 28 avril 2015      | Mouilleron-le-Captif     | France      | Vendéspace                     |                                |
| 29 avril 2015      | Angoulême                | France      | Espace Carat                   |                                |
| 30 avril 2015      | Mouilleron-le-Captif     | France      | Vendéspace                     |                                |
| 4-13 mai 2015      | Paris                    | France      | Palais des sports              |                                |
| 18 mai 2015        | Amiens                   | France      | Zénith d'Amiens                |                                |
| 19 mai 2015        | Épernay                  | France      | Millesium                      |                                |
| 20 mai 2015        | Amnéville                | France      | Galaxie                        |                                |
| 21 mai 2015        | Strasbourg               | France      | Zénith Strasbourg Europe       |                                |
| 27 mai 2015        | Genève                   | Suisse      | Arena                          |                                |
| 28 mai 2015        | Grenoble                 | France      | Le Summum                      |                                |
| 29 mai 2015        | Marseille                | France      | Le Dôme                        |                                |
| 30 mai 2015        | Monaco                   | Monaco      | Sporting Monte-Carlo           |                                |
| 3 juin 2015        | Roanne                   | France      | Le Scarabée                    |                                |
| 4 juin 2015        | Clermont-Ferrand         | France      | Zénith de Clermont-Ferrand     |                                |
| 5 juin 2015        | Lyon                     | France      | Halle Tony-Garnier             |                                |
| 9 juin 2015        | Bordeaux                 | France      | Mériadeck                      |                                |
| 10 juin 2015       | Pau                      | France      | Zénith de Pau                  |                                |
| 11 juin 2015       | Toulouse                 | France      | Zénith de Toulouse             |                                |
| 12 juin 2015       | Limoges                  | France      | Zénith de Limoges              |                                |
| 17 juin 2015       | Caen                     | France      | Zénith de Caen                 |                                |
| 18 juin 2015       | Rouen                    | France      | Zénith de Rouen                |                                |
| 19 juin 2015       | Lille                    | France      | Zénith de Lille                |                                |
| 20 juin 2015       | Bruxelles                | Belgique    | Forest National                |                                |
| 24 juin 2015       | Trélazé                  | France      | Arena Loire                    |                                |
| 25 juin 2015       | Nantes                   | France      | Zénith de Nantes Métropole     |                                |
| 26 juin 2015       | Rennes                   | France      | Le Liberté                     |                                |
| 27 juin 2015       | Brest                    | France      | Brest Arena                    |                                |
| 1er octobre 2015   | Antananarivo             | Madagascar  | CCI Ivato                      |                                |
| 8 octobre 2015     | Nancy                    | France      | Zénith de Nancy                |                                |
| 9 octobre 2015     | Besançon                 | France      | Micropolis                     |                                |
| 10 octobre 2015    | Chambéry                 | France      | Le Phare                       |                                |
| 11 octobre 2015    | Saint-Étienne            | France      | Zénith Saint-Étienne Métropole |                                |
| 13 octobre 2015    | Nantes                   | France      | Zénith de Nantes Métropole     |                                |
| 14 octobre 2015    | Bordeaux                 | France      | Mériadeck                      |                                |
| 20-21 octobre 2015 | Troyes                   | France      | Le Cube                        |                                |
| 4 novembre 2015    | Nice                     | France      | Palais Nikaïa                  |                                |
| 5 novembre 2015    | Montpellier              | France      | Arena                          |                                |
| 6 novembre 2015    | Marseille                | France      | Le Dôme                        |                                |
| 7 novembre 2015    | Toulon                   | France      | Zénith Oméga de Toulon         |                                |
| 12 novembre 2015   | Lille                    | France      | Zénith de Lille                |                                |
| 13 novembre 2015   | Liège                    | Belgique    | Country Hall Ethias Liège      |                                |
| 14 novembre 2015   | Bruxelles                | Belgique    | Palais 12                      |                                |
| 17 novembre 2015   | Dijon                    | France      | Zénith de Dijon                |                                |
| 18 novembre 2015   | Genève                   | Suisse      | Arena                          |                                |
| 19 novembre 2015   | Lyon                     | France      | Halle Tony-Garnier             |                                |
| 25 novembre 2015   | Caen                     | France      | Zénith de Caen                 |                                |
| 26 novembre 2015   | Rouen                    | France      | Zénith de Rouen                |                                |
| 27 novembre 2015   | Le Havre                 | France      | Docks Océane                   |                                |
| 28 novembre 2015   | Dunkerque                | France      | Kursaal                        |                                |
| 3-6 décembre 2015  | Paris                    | France      | Le Zénith Paris - La Villette  |                                |
| 10 décembre 2015   | Orléans                  | France      | Zénith d'Orléans               |                                |
| 11 décembre 2015   | Tours                    | France      | Parc des expositions           |                                |
| 12 décembre 2015   | Rennes                   | France      | Le Liberté                     |                                |
| 15 décembre 2015   | Boulazac                 | France      | Le Palio                       |                                |
| 16 décembre 2015   | Aurillac                 | France      | Le Prisme                      |                                |
| 17 décembre 2015   | Montluçon                | France      | Athanor                        |                                |
| 9 janvier 2016     | Toulouse                 | France      | Zénith de Toulouse             |                                |
| 11 janvier 2016    | Orléans                  | France      | Zénith d'Orléans               |                                |
| 13 janvier 2016    | Amiens                   | France      | Zénith d'Amiens                |                                |
| 14 janvier 2016    | Lille                    | France      | Zénith de Lille                |                                |
| 16 janvier 2016    | Metz                     | France      | Palais omnisports Les Arènes   |                                |
| 20 janvier 2016    | Montbéliard              | France      | L'Axone                        |                                |
| 21 janvier 2016    | Besançon                 | France      | Micropolis                     |                                |
| 22 janvier 2016    | Mâcon                    | France      | Le Spot                        |                                |
| 23 janvier 2016    | Grenoble                 | France      | Le Summum                      |                                |
| 30 janvier 2016    | Saint-Denis (La Réunion) | France      | Petit Stade de l'Est           |                                |
| 2 février 2016     | Port-Louis               | Maurice     | Salle SVICC                    |                                |
| 23 mai 2016        | Marche-en-Famenne        | Belgique    | WEX                            |                                |
| 26 mai 2016        | Londres                  | Royaume-Uni | Eventim Apollo                 |                                |
| 12 juin 2016       | Montréal                 | Canada      | Salle Wilfrid-Pelletier        | FrancoFolies de Montréal       |
| 5 juillet 2016     | Montélimar               | France      | Tropénas                       |                                |
| 7 juillet 2016     | Istres                   | France      | Pavillon de Grignan            | Les Nuits d'Istres             |
| 13 juillet 2016    | Louhans                  | France      | Parc des sports du Bram        | Les Nuits bressanes            |
| 14 juillet 2016    | Le Puy-en-Velay          | France      | Jardin Henri Vinay             | Les Nuits de Saint-Jacques     |
| 16 juillet 2016    | Carhaix                  | France      | Scène Glenmor                  | Festival des Vieilles Charrues |
| 17 juillet 2016    | Saint-Malô-du-Bois       | France      | Théâtre de Verdure             | Festival de Poupet             |
| 19 juillet 2016    | Patrimonio               | France      | Théâtre de Verdure             |                                |
| 21 juillet 2016    | Carcassonne              | France      | Théâtre Jean-Deschamps         |                                |
| 23 juillet 2016    | Nyon                     | Suisse      |                                | Paléo Festival Nyon            |
| 25 juillet 2016    | Lyon                     | France      | Grand Théâtre                  | Nuits de Fourvière             |
| 30 juillet 2016    | Aulnoye-Aymeries         | France      | Grande scène                   | Les Nuits secrètes             |
| 9 août 2016        | Colmar                   | France      | Théâtre de Plein Air           | La Foire aux Vins d'Alsace     |
| 26 août 2016       | Bréal-sous-Montfort      | France      |                                | Festival du Roi Arthur         |
| 28 août 2016       | Namur                    | Belgique    | Citadelle de Namur             | Les Solidarités                |
| 2 septembre 2016   | Châlons-en-Champagne     | France      | Parc des expositions           | Foire de Châlons               |
| 9 septembre 2016   | Le Noirmont              | Suisse      |                                | Festival Le Chant du gros      |
| 11 septembre 2016  | La Courneuve             | France      | Grande scène                   | Fête de l'Humanité             |

## Classement hebdomadaire
| Classement (2016)            | Meilleure position |
| ---------------------------- | ------------------ |
| Belgique (Wallonie Ultratop) | 13                 |
| France (SNEP)                | 14                 |
| Suisse (Schweizer Hitparade) | 75                 |

## Certifications
| Pays          | Certification |
| ------------- | ------------- |
| France (SNEP) | Platine,      |